# Phymatodes aereus
Phymatodes aereus är en skalbaggsart som först beskrevs av Newman 1838.  Phymatodes aereus ingår i släktet Phymatodes och familjen långhorningar. Inga underarter finns listade i Catalogue of Life.